# Tuiu
Tuiu (Duits: Tuijo) is een plaats in de Estlandse gemeente Saaremaa, provincie Saaremaa. De plaats heeft de status van dorp (Estisch: küla), maar had in 2011 nog maar 3 inwoners. In 2021 was het aantal inwoners ‘< 4’.
Tot in oktober 2017 lag Tuiu in de gemeente Mustjala. In die maand ging Mustjala op in de fusiegemeente Saaremaa.

## Omgeving
Ten oosten van het dorp ligt het beschermde natuurgebied Järise hoiuala (966,4 ha) met daarin het meer Järise järv (96,4 ha), vernoemd naar het buurdorp Järise. Tussen het dorp en het Järise järv liggen vier dolines, de Tuiu ehk Nõmme kurisud (Nõmme is de naam van een boerderij in de buurt). Doordat de dolines in verbinding staan met het moerasgebied rond het meer, stroomt er regelmatig water doorheen. Het gebied is beschermd.

## Geschiedenis
Bij Tuiu werden in 1961 de restanten van ijzersmelterijen gevonden. Naar schatting werd hier tussen de 11e en 14e eeuw ca. 1000 ton ijzer geproduceerd. Het ijzererts en de houtskool kwamen uit de buurt. Bij Tuiu zijn geen resten van bewoning aangetroffen; archeologen vermoeden dat de smelterijen werden bediend door bewoners van de burcht van Paatsa, 2 km ten westen van de vindplaats.
Tuiu werd voor het eerst genoemd in 1731 onder de naam Tuio Toffer, een boerderij op het landgoed van Mustjala. In 1798 was de plaats een dorp onder de naam Tujo.
Tussen 1977 en 1997 maakte het buurdorp Kiruma deel uit van Tuiu.